# Sulawesi-Hornvogel

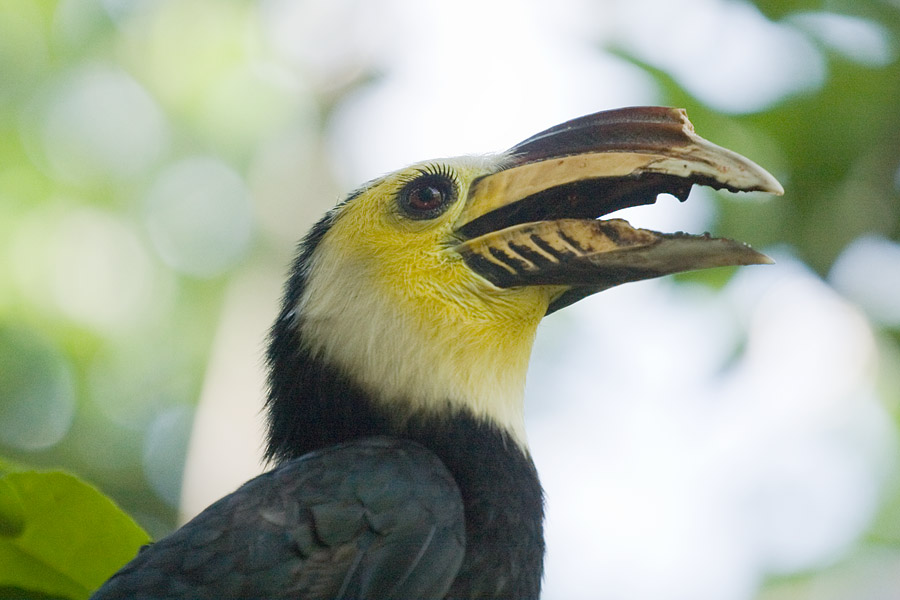
Nahaufnahme eines Männchens

Der Sulawesi-Hornvogel (Rhabdotorrhinus exarhatus), auch Gelbmasken-Hornvogel ist eine Vogelart aus der Familie der Nashornvögel, die in zwei Unterarten in Südostasien vorkommt.
Die Bestandssituation des Sulawesi-Hornvogels wurde 2016 in der Roten Liste gefährdeter Arten der IUCN als „Vulnerable (VU)“ = „gefährdet“ eingestuft.

## Erscheinungsbild
Der Sulawesi-Hornvogel ist ein verhältnismäßig kleiner Nashornvogel mit einer Körperlänge von 45 Zentimeter. Auf den Schwanz entfallen beim Männchen durchschnittlich 19,5 Zentimeter, der Schwanz des Weibchens ist mit 18,1 Zentimeter etwas kürzer. Der Schnabel ist beim Männchen durchschnittlich 9,7 Zentimeter lang, der des Weibchens ist mit durchschnittlich 9,1 Zentimeter etwas kürzer. Der Geschlechtsdimorphismus bei dieser Art ist so ausgeprägt, dass die Geschlechter bei Feldbeobachtungen unterschieden werden können.

### Erscheinungsbild des Männchens
Das Männchen hat ein überwiegend schwarzes Körpergefieder. Auf der Körperoberseite schimmert dieses Gefieder metallisch grün. Gesicht und Kehle sind weiß. Der Schnabel ist hornfarben, auf dem unteren Schnabel befindet sich an der Schnabelbasis ein brauner bis schwarzbrauner Fleck, der sehr ausgedehnt sein kann. Der schmale Schnabelfirst ist braun und endet abrupt vor dem Schnabelende.
Die unbefiederte Haut rund um das Auge und der nackte Kehlfleck sind fleischfarben. Die Augen sind rot, die Beine und die Füße sind schwarz.

### Merkmale des Weibchens und der Jungvögel
Die adulten Weibchen haben ein Körpergefieder, das dem der Männchen weitgehend gleicht. Bei ihnen ist jedoch auch das Gesicht schwarz befiedert. Sie sind insgesamt etwas kleiner. Der Schnabelfirst endet bei ihnen bereits auf der Hälfte der Schnabellänge und der dunkle Fleck auf dem Unterschnabel ist entweder klein oder fehlt ganz. Die unbefiederte Haut rund um das Auge ist schwarz. Unterhalb des Auges verläuft ein schmaler gelber Streifen. Die unbefiederte Haut an der Kehle ist gelb bis fleischfarben.
Die Jungvögel beider Geschlechter gleichen dem adulten Männchen, lediglich der Schnabel ist insgesamt etwas kleiner, der Schnabelfirst kaum entwickelt. Der Schnabel ist hellgelb, die unbefiederte Gesichtshaut ist blassgelb, die Augen sind dunkelbraun. Junge Weibchen mausern im Alter von einem Jahr in das Gefieder der adulten Vögel.

## Verbreitungsgebiet, Lebensraum und Gefährdung.
Das Verbreitungsgebiet des Sulawesi-Hornvogels ist die Insel Sulawesi sowie die angrenzenden Inseln Muna und Buton.
Der Lebensraum des Sulawesi ist immergrüner Primärwald bis in Höhenlagen von 1100 Metern. Er ist am häufigsten in den Wäldern der Tiefebenen und Bergwäldern in niedrigeren Höhenlagen anzutreffen. Auf Grund der zunehmenden Entwaldung der Insel ist der Bestand des Sulawesi-Hornvogels gefährdet.

## Lebensweise
Der Sulawesi-Hornvogel wird gewöhnlich in kleinen Familiengruppen von vier bis acht Vögeln angetroffen. Er hält sich überwiegend im unteren Wipfelbereich auf und sucht dort im Blattwerk nach Nahrung. Das sorgfältige Durchsuchen von Blattwerk und dem anschließenden Wechsel auf den nächsten Baum lässt Alan C. Kemp darauf schließen, dass tierisches Protein in der Ernährung eine große Rolle spielt.
Da der Sulawesi-Hornvogel ganzjährig in Gruppen beobachtet wird, wird vermutet, dass er ähnlich wie der Luzon-Hornvogel ein kooperatives Brutverhalten hat. Dabei schreitet nur das dominante Brutpaar zur Brut, das Männchen wird bei der Versorgung von Weibchen und später Jungvögeln von Helfern unterstützt.

## Sulawesi-Hornvogel und Mensch
Auf der Insel Sulawesi wird der Sulawesi-Hornvogel von der einheimischen Bevölkerung gejagt. Er wird gelegentlich auch als Haustier gehalten.

## Einzelbelege
1. 1 2 3  
Rhabdotorrhinus exarhatus in der Roten Liste gefährdeter Arten der IUCN 2016. Eingestellt von: BirdLife International, 2016. Abgerufen am 3. Oktober 2017.
2. 1 2  Kemp: The Hornbills – Bucerotiformes. S. 198.
3. 1 2 3  Kemp: The Hornbills - Bucerotiformes. S. 199.